# Stefan Szletyński
Stefan Marian Szletyński ps. Jasieniec, Załuski (ur. 25 stycznia 1893 w Radomiu, zm. 16–18 kwietnia 1940 w Katyniu) – porucznik rezerwy Wojska Polskiego, harcmistrz. Komendant Chorągwi Harcerzy w Łodzi ZHP (1916–1918, 1921, 1933–1937).

## Życiorys
Dnia 21 czerwca 1923 roku poślubił Jadwigę Wocalewską (komendantkę Łódzkiej Chorągwi Żeńskiej ZHP). Miał
pięcioro dzieci: córkę Zofię (1925-2012), synów: Jerzego (1927–), Jana (17 III – 12 VII 1929), Stanisława (1931–2014), Andrzeja (1932–).
Był odznaczony: Odznaką POW, odznaką „Za zasługę” (1921), Medalem Dziesięciolecia Odzyskanej Niepodległości (1929), Srebrnym Krzyżem Zasługi (1934), Brązowym Medalem za Długoletnią Służbę (1938), Krzyżem i Medalem Niepodległości, Medalem Pamiątkowym za Wojnę 1918–1921 oraz za pracę społeczną Złotym Krzyżem Zasługi.
Decyzją Prezydenta RP Lecha Kaczyńskiego Stefan Szletyński został pośmiertnie awansowany do stopnia kapitana 9 listopada 2007 roku.